# Pós-barba

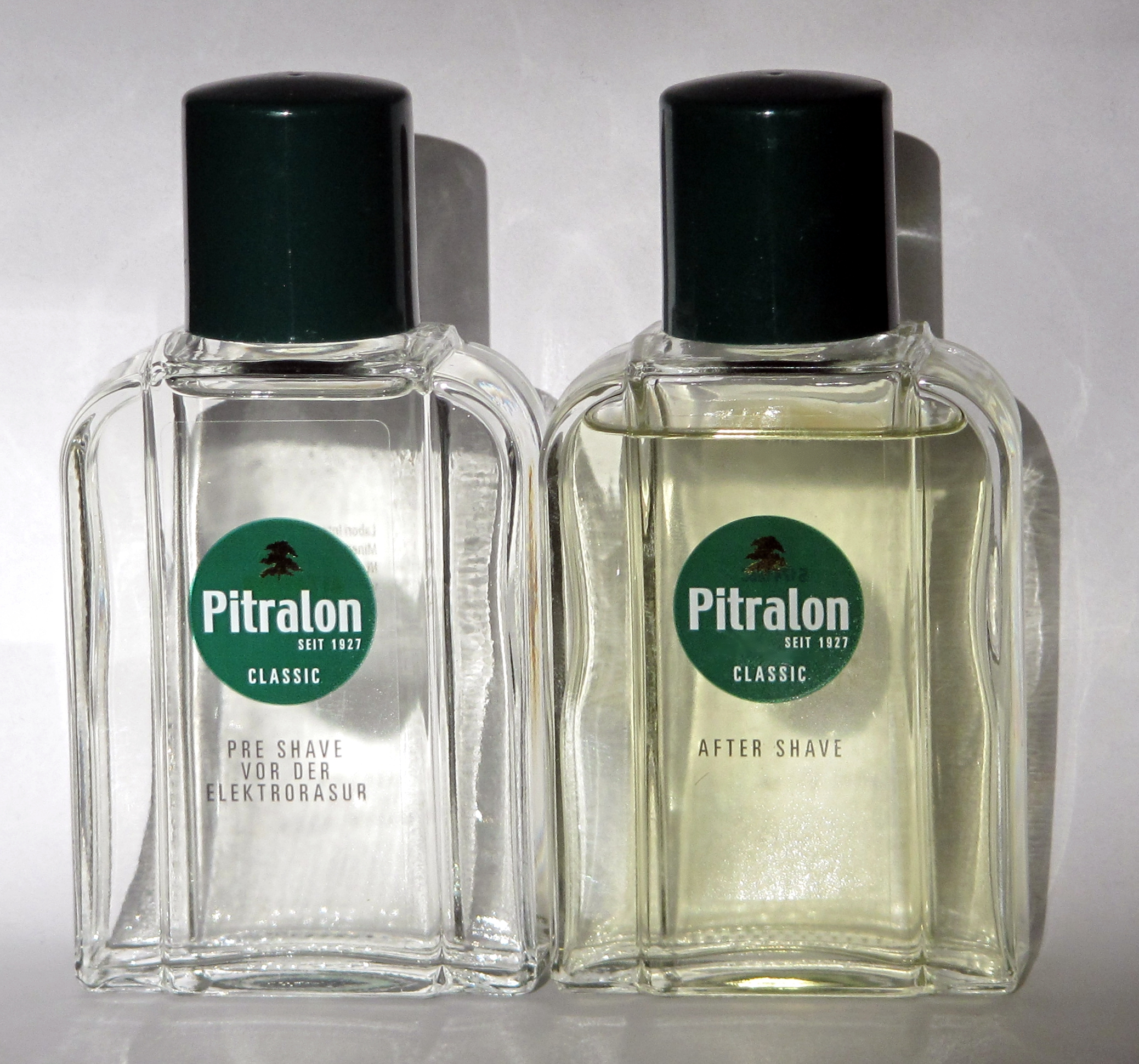
Exemplos de loções pré e pós-barba.

Pós-barba (ou after shave) pode ser uma loção, gel ou pó utilizada após o barbear. Pode conter um agente antisséptico como álcool para prevenir infecções através dos cortes, comuns durante o processo de barbear, mantém a pele húmida, evita ressecamentos, perfuma, e serve como hidratante para a pele.